# Cuora bourreti
Cuora bourreti is een schildpaddensoort uit de familie Geoemydidae (vroeger Bataguridae). De soort werd voor het eerst wetenschappelijk beschreven door Fritz Jürgen Obst en Michael J. Reimann in 1994. Oorspronkelijk werd de wetenschappelijke naam Cuora galbinifrons bourreti gebruikt.
De schildpad komt voor in delen van Azië en is bekend uit Laos en Vietnam. De schildpad werd voor het eerst wetenschappelijk beschreven in 1994, zodat nog niet alle literatuur de soort vermeld.